# Udo von Tresckow
Udo von Treskow (Jerichow, 7 aprile 1808 – Stünzhain, 20 gennaio 1885) è stato un generale prussiano.

## Biografia
Apparteneva ad una delle più nobili famiglie prussiane ed era nipote di Sigmund Otto Joseph von Treskow e cugino di Adalbert von Bredow; contrariamente a molti dei suoi coetanei della nobiltà Junker prussiana, il giovane Udo non ricevette solamente una educazione di carattere militare, bensì, a causa delle insistenze del padre, noto umanista, fu educato nelle scienze e soprattutto nelle materie umanistiche e letterarie. Oltre al tedesco imparò il francese, l'inglese, il latino, il greco e il polacco.
Nel 1824 intraprese gli studi militari e divenne sottotenente in un reggimento di artiglieria; fino al 1846 non ci furono avvenimenti particolari nella carriera di von Treskow, il quale promosso tenente nel 1839 si dedicò alla tipica vita dell'ufficiale di servizio, anche se trascurò spesso i suoi doveri militari per lo studio; nel 1846 si distinse durante la repressione della rivolta della Grande Polonia e promosso capitano, vinse il concorso per divenire ufficiale di Stato Maggiore, partecipando con tale ruolo alla sfortunata Prima Guerra dello Schleswig nelle truppe del generale Eduard von Bonin e del feldmaresciallo von Wrangel, uscendo da tale esperienza con il grado di maggiore.
Messo a riposo, ebbe un modesto impiego come comandante di un contingente di truppe per il ducato di Sassonia-Altenburg e in questo periodo scrisse un trattato di grande importanza, "Sul feudalesimo in Prussia e sugli attuali problemi della plebe". Il testo rivoluziona completamente il modo di pensare della società Junker prussiana, mettendo a fuoco i nuovi problemi dell'agricoltura e della figura del contadino, che nell'epoca moderna, intendeva von Treskow, non può più avere il ruolo di "bestia da soma" e con l'aristocrazia e la borghesia deve entrare a far parte come parte integrante della globalità della società prussiana senza essere ristretto ai suoi margini. Von Treskow anticipò la posizione che sarà di Otto von Bismarck, dal quale fu molto stimato e con il quale condivise l'idea che per dare più terra ai contadini (garantendo così una migliore produzione e maggiori entrate economiche per lo stato), fosse necessaria una colonizzazione a est od a ovest.
Richiamato in servizio nel 1866 con il grado di colonnello, fu integrato come ufficiale di stato maggiore dei contingenti sassoni e meclenburghesi. Helmuth von Moltke lo delegò commissario militare presso le ali dei generali conte Julius von Bose a Podol, con Steinmetz a Skalitz, Vogel von Falckenstein a Kissingen e infine a Sadowa con lo stesso Moltke. Fu allora decorato con l'Ordine del Grifone dal granduca Federico Francesco II di Meclemburgo-Schwerin.
Nominato comandante della 33ª Brigata della Città anseatica di Amburgo, partecipò alla guerra franco-prussiana nello stesso contingente dell'amico Constantin von Alvensleben e si distinse durante la presa di Strasburgo e a Belfort, dove portò ai francesi la richiesta di resa. Nel 1871, alla fine della guerra, fu decorato con l'ordine Pour le Mérite e con l'Ordine dell'Aquila Nera. Ebbe inoltre cariche importanti al Ministero della Guerra per più di quattordici anni.